# Anton Melik

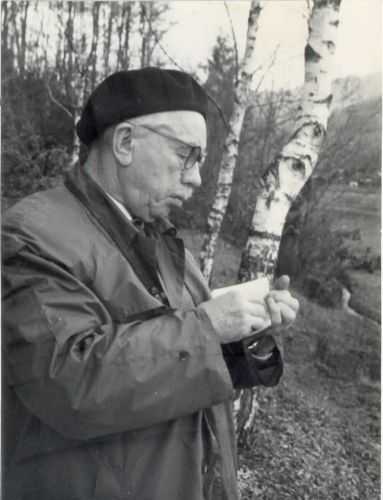
Anton Melik, 1963

Anton Melik (* 1. Januar 1890 in Črna vas (Schwarzdorf), Österreichisch-Ungarische Monarchie; † 8. Juni 1966 in Ljubljana, Slowenien) war ein jugoslawischer Geograph und Professor an der Universität Ljubljana.

## Biografie
Melik wurde im Dorf Črna Vas (heute Stadtgemeinde Ljubljana)  geboren. Vor und während des Ersten Weltkriegs studierte er an der Universität Wien und schloss 1916 das Studium der Geschichte und Geographie ab. Später war er als Realschullehrer angestellt. In den Jahren 1926–1927 wurde er außerordentlicher Professor an der Philosophischen Fakultät der Universität Ljubljana, 1932 Dozent und 1938 Professor.
1927 promovierte er an der Philosophischen Fakultät mit einer Dissertation über die Besiedlung des Laibacher Moors. Zwischen 1938 und 1966 war er Professor für Geomorphologie am Institut für Geographie der Universität Ljubljana. Mit seiner Arbeit auf diesem Gebiet gründete er die nach ihm benannte geomorphologische Schule.
In den Jahren 1935–1936 veröffentlichte der Verlag Slovenska matica sein monumentales Werk Geografija Slovenije (Die Geographie Sloweniens) in zwei Bänden mit einem allgemeinen regionalen Teil, der später zwischen 1954 und 1960 um vier weitere Bücher mit einer detaillierten regionalen Beschreibung bestimmter Gebiete erweitert wurde Sloweniens: die Alpen, die Steiermark mit Prekmurje und dem Meža-Tal, das Untere Save-Tal und das slowenische Küstenland.
Zwischen 1947 und 1960 war Melik Leiter des Geographischen Instituts der Philosophischen Fakultät. Zwischen 1948 und 1966 war er Leiter des Geographischen Instituts der Slowenischen Akademie der Wissenschaften und Künste. Zwischen 1946/1947 und 1949/1950 war er Kanzler der Universität Ljubljana und fungierte zweimal als Dekan der Philosophischen Fakultät (1940/1941 und 1945/1946).
Er ging 1966 in den Ruhestand und starb im selben Jahr in Ljubljana.

## Ehrungen (Auswahl)
- 1947, 1949 und 1951 wurde Melik mit dem Prešeren-Preis ausgezeichnet.[4]
- 1976 wurde das 1946 gegründete Geographische Institut der Slowenischen Akademie der Wissenschaften und Künste in Geographisches Institut Anton Melik umbenannt.[5]